# Sonica Bassa Music Fest
Il  Sonica Bassa Music Fest  o più semplicemente Sonica è uno dei più importanti festival musicali in Emilia-Romagna. Si svolgeva ogni anno nel mese di luglio, a Sant'Agata Bolognese in Provincia di Bologna.

## Storia
Il Sonica Bassa Music Fest nasce nel 1996 per volere degli assessorati alle politiche giovanili dell'Unione di Comuni Terred'acqua costituita da Anzola dell'Emilia, Calderara di Reno, Crevalcore, Sala Bolognese, San Giovanni in Persiceto e Sant'Agata Bolognese, in Provincia di Bologna e di alcune associazioni culturali locali, con l'intenzione di dare spazio e opportunità di suonare ai giovani che fanno musica sul territorio. Dalla sua nascita fino all'edizione del 2002 il festival prevedeva un concorso regionale per gruppi emergenti con selezioni che si svolgevano a rotazione sui vari comuni organizzatori e serata finale a Sant'Agata Bolognese, comune che ha sempre mantenuto la direzione artistica. Il premio per il gruppo vincitore del concorso consisteva in una somma in denaro o nella registrazione di una compilation live.
Nel 2005 Sonica assume la denominazione di Sonica Bassa Music Fest, per sottolineare lo stretto legame con il territorio, la Bassa padana. L'organizzazione e la promozione passa interamente in capo al comune di Sant'Agata Bolognese, con il patrocinio della Regione Emilia-Romagna, della Provincia di Bologna e degli altri Comuni di Terred'acqua. Il festival acquista l'attuale struttura composta da tre serate a Sant'Agata Bolognese in un parco di 25000 m² con ospiti artisti del panorama musicale nazionale e internazionale.
Negli anni il festival si è consolidato diventando un appuntamento fisso dell'estate in regione testimoniato dall'elevato numero di spettatori presenti ogni anno.
L'evento più importante di tutte le edizioni resta l'esibizione del Grupo Compay Segundo accompagnato dall'Orchestra sinfonica di Ferrara, un'esibizione particolare per la location, la tipologia di pubblico e i consensi ottenuti.

## Impegno sociale
Il festival è completamente indipendente, vista l'assenza di main sponsor. Tutti i concerti sono ad ingresso gratuito. I gruppi emergenti hanno l'opportunità di esibirsi in un importante spazio dedicato. Durante il festival vengono organizzati vari workshop con artisti noti e tecnici con cui i gruppi musicali della zona possono confrontarsi musicalmente e non solo. I workshop, infatti, riguardano sia aspetti artistici che organizzativi del mondo dello spettacolo: dalla redazione e controllo dei budget agli uffici stampa, dalla sicurezza alla logistica. Sonica dà spazio a diverse associazioni umanitarie e organizzazione non governative quali Emergency, Amnesty International, Greenpeace e Un ponte per….
La manifestazione fin dalla sua nascita ha inoltre sostenuto, dando voce e visibilità, al popolo Sahraui che da anni lotta per l'indipendenza dal Marocco.

## Comitato per Sonica
Nel 2005 è nato il Comitato per Sonica, composto da una quarantina di volontari che oltre ad essere il supporto logistico/organizzativo del festival, durante l'anno pianifica iniziative finalizzate alla promozione ed alla realizzazione del festival. Nelle giornate di Sonica il Comitato gestisce uno stand gastronomico i cui proventi vengono interamente destinati alla manifestazione.

## Curiosità
Dal 03/07/2012 “SONICA” è un marchio registrato.

## Edizioni
Dal 1996 Sonica Bassa Music Fest è stato organizzato ogni anno senza nessuna interruzione. Dal 1996 al 1998 il festival prevedeva solo il concorso regionale per gruppi emergenti. Dal 1999 al 2002 al concorso sono stati affiancati degli ospiti. Dal 2003 le band emergenti hanno l'opportunità di suonare all'interno del parco prima degli artisti ospiti famosi.
Anno 1999
- Rua Portalba a Sant'Agata Bolognese

Anno 2000
- Eugenio Bennato e Taranta Power a Sant'Agata Bolognese

Anno 2001
- Elio e le Storie Tese a Sant'Agata Bolognese

Anno 2002
- Litfiba a Sant'Agata Bolognese

Anno 2003
- Velvet a Crevalcore
- Eugenio Finardi a Sant'Agata Bolognese
- Negrita a Sant'Agata Bolognese

Anno 2004
- Persiana Jones a Crevalcore
- Africa Unite a Sant'Agata Bolognese
- Modena City Ramblers a Sant'Agata Bolognese

Anno 2005
- Punkreas a Sant'Agata Bolognese
- Max Gazzè a Sant'Agata Bolognese
- Bandabardò a Sant'Agata Bolognese

Anno 2006
- Napoli All Stars (Narcolexia, 'o Zulù dei 99 Posse e Almamegretta) a Sant'Agata Bolognese
- Negrita a Sant'Agata Bolognese
- Daniele Silvestri a Sant'Agata Bolognese

Anno 2007
- Bandabardò a Sant'Agata Bolognese
- Grupo Compay Segundo accompagnato dall'Orchestra sinfonica di Ferrara a Sant'Agata Bolognese
- Giuliano Palma & the Bluebeaters a Sant'Agata Bolognese

Anno 2008
- Caparezza a Sant'Agata Bolognese
- Daniele Silvestri a Sant'Agata Bolognese
- Sud Sound System a Sant'Agata Bolognese

Anno 2009
- Bandabardò a Sant'Agata Bolognese
- Giuliano Palma & the Bluebeaters a Sant'Agata Bolognese
- Max Gazzè a Sant'Agata Bolognese

Anno 2010
- Afterhours a Sant'Agata Bolognese
- Elio e le Storie Tese a Sant'Agata Bolognese
- Cristina Donà a Sant'Agata Bolognese

Anno 2011
- Niccolò Fabi a Sant'Agata Bolognese
- Daniele Silvestri a Sant'Agata Bolognese
- Caparezza a Sant'Agata Bolognese

Anno 2012
- Club Dogo a Sant'Agata Bolognese
- Bandabardò a Sant'Agata Bolognese
- Sud Sound System a Sant'Agata Bolognese

Anno 2013
La manifestazione cambia modulo passando dalle tre serate che avevano contraddistinto le precedenti edizioni a cinque, con più artisti sul palco nelle diverse sere. Per la prima volta il festival ha proposto un concorso online per band emergenti. I finalisti del contest arrivati da tutta Italia hanno avuto la possibilità di esibirsi live a Sonica.
- Ensi, Gemitaiz e Madman a Sant'Agata Bolognese
- Paola Turci e Black Beat Movement a Sant'Agata Bolognese
- Marta sui tubi e Nobraino a Sant'Agata Bolognese
- Neffa a Sant'Agata Bolognese
- Elio e le Storie Tese a Sant'Agata Bolognese

Anno 2014
Per decisione della nuova amministrazione comunale, l'edizione 2014 del festival è annullata.

## Edizione del 2012
Il festival del 2012 è stato in dubbio fino all'ultimo momento a causa del Terremoto dell'Emilia del 2012, che ha colpito la zona. Alla fine la manifestazione si è svolta regolarmente e ha contribuito a raccogliere fondi per l'Istituzione dei servizi culturali del comune di Crevalcore, per permettere la programmazione della stagione teatrale dopo che il teatro storico ha subito gravi danni a causa dal sisma. Lo slogan dell'edizione 2012 è stato quindi Sonica Bassa Music Fest il festival che costruisce.